# Gerald Wallace
Gerald Jermaine Wallace (Sylacauga, 23 de julho de 1982), é um ex-basquetebolista profissional norte-americano, que disputou 15 temporadas na NBA. Wallace participou quatro vezes do Jogo das Estrelas, em 2000, 2001, 2006 e 2008.

## Estatísticas na NBA

### Temporada regular
| Ano      | Equipe     | PJ  | PT  | MPP  | %TC  | %3P  | %TL  | RPP  | APP | ROB | TPP | PPP  |
| -------- | ---------- | --- | --- | ---- | ---- | ---- | ---- | ---- | --- | --- | --- | ---- |
| 2001-02  | Sacramento | 54  | 1   | 8.0  | .429 | .000 | .500 | 1.6  | .5  | .3  | .1  | 3.2  |
| 2002-03  | Sacramento | 47  | 7   | 12.1 | .492 | .250 | .527 | 2.7  | .5  | .5  | .3  | 4.7  |
| 2003-04  | Sacramento | 37  | 1   | 9.1  | .360 | .000 | .458 | 2.0  | .5  | .4  | .4  | 2.0  |
| 2004-05  | Charlotte  | 70  | 68  | 30.7 | .449 | .274 | .661 | 5.5  | 2.0 | 1.7 | 1.3 | 11.1 |
| 2005-06  | Charlotte  | 55  | 52  | 34.5 | .538 | .280 | .614 | 7.5  | 1.7 | 2.5 | 2.1 | 15.2 |
| 2006-07  | Charlotte  | 72  | 71  | 36.7 | .502 | .325 | .691 | 7.2  | 2.6 | 2.0 | 1.0 | 18.1 |
| 2007-08  | Charlotte  | 62  | 59  | 38.3 | .449 | .321 | .731 | 6.0  | 3.5 | 2.1 | .9  | 19.4 |
| 2008-09  | Charlotte  | 71  | 71  | 37.6 | .480 | .298 | .804 | 7.8  | 2.7 | 1.7 | .9  | 16.6 |
| 2009-10  | Charlotte  | 76  | 76  | 41.0 | .484 | .371 | .776 | 10.0 | 2.1 | 1.5 | 1.1 | 18.2 |
| 2010-11  | Charlotte  | 48  | 48  | 39.0 | .433 | .330 | .739 | 8.2  | 2.4 | 1.2 | 1.0 | 15.6 |
| 2010-11  | Portland   | 23  | 15  | 35.7 | .498 | .338 | .767 | 7.6  | 2.5 | 2.0 | .6  | 15.8 |
| 2011-12  | Portland   | 42  | 42  | 35.8 | .472 | .265 | .776 | 6.6  | 2.7 | 1.5 | .6  | 13.3 |
| 2011-12  | New Jersey | 16  | 16  | 35.8 | .416 | .385 | .859 | 6.8  | 3.1 | 1.4 | .7  | 15.2 |
| 2012-13  | Brooklyn   | 69  | 68  | 30.1 | .397 | .282 | .637 | 4.6  | 2.6 | 1.4 | .7  | 7.7  |
| 2013-14  | Boston     | 58  | 16  | 24.4 | .504 | .297 | .465 | 3.7  | 2.5 | 1.3 | .2  | 5.1  |
| 2014-15  | Boston     | 32  | 0   | 8.9  | .412 | .333 | .400 | 1.8  | .3  | .5  | .1  | 1.1  |
| Total    | Total      | 832 | 611 | 29.7 | .469 | .312 | .709 | 5.8  | 2.1 | 1.4 | .8  | 11.9 |
| All-Star | All-Star   | 1   | 0   | 15.0 | .333 | .000 | .000 | 3.0  | 1.0 | .0  | .0  | 2.0  |

### Playoffs
| Ano   | Equipe                 | PJ | PT | MPP  | %TC  | %3P  | %TL   | RPP | APP | ROB | TPP | PPP  |
| ----- | ---------------------- | -- | -- | ---- | ---- | ---- | ----- | --- | --- | --- | --- | ---- |
| 2002  | Sacramento Kings       | 5  | 0  | 2.8  | .000 | .000 | 1.000 | .2  | .2  | .0  | .2  | .8   |
| 2003  | Sacramento Kings       | 7  | 0  | 2.6  | .400 | .000 | 1.000 | .7  | .0  | .0  | .1  | .9   |
| 2004  | Sacramento Kings       | 3  | 0  | 6.7  | .500 | .000 | .500  | .7  | .3  | .3  | .3  | 2.3  |
| 2010  | Charlotte Bobcats      | 4  | 4  | 41.0 | .477 | .455 | .657  | 9.0 | 2.3 | 1.2 | 1.5 | 17.5 |
| 2011  | Portland Trail Blazers | 6  | 6  | 37.7 | .448 | .276 | .875  | 9.2 | 2.8 | 1.5 | .5  | 15.2 |
| 2013  | Brooklyn               | 7  | 7  | 34.7 | .463 | .379 | .550  | 4.0 | 2.4 | 1.1 | .7  | 12.0 |
| 2015  | Boston                 | 1  | 0  | 4.0  | .000 | .000 | .000  | 1.0 | .0  | .0  | .0  | .0   |
| Total | Total                  | 33 | 17 | 20.9 | .455 | .333 | .726  | 3.9 | 1.4 | .7  | .5  | 7.9  |